# Vit (rivière)
Le Vit ou Vid (bulgare : Вит ; latin : Utus) est une rivière de Bulgarie, dans les deux oblast de Pleven et Lovetch, affluent droit du fleuve le Danube. 

## Géographie

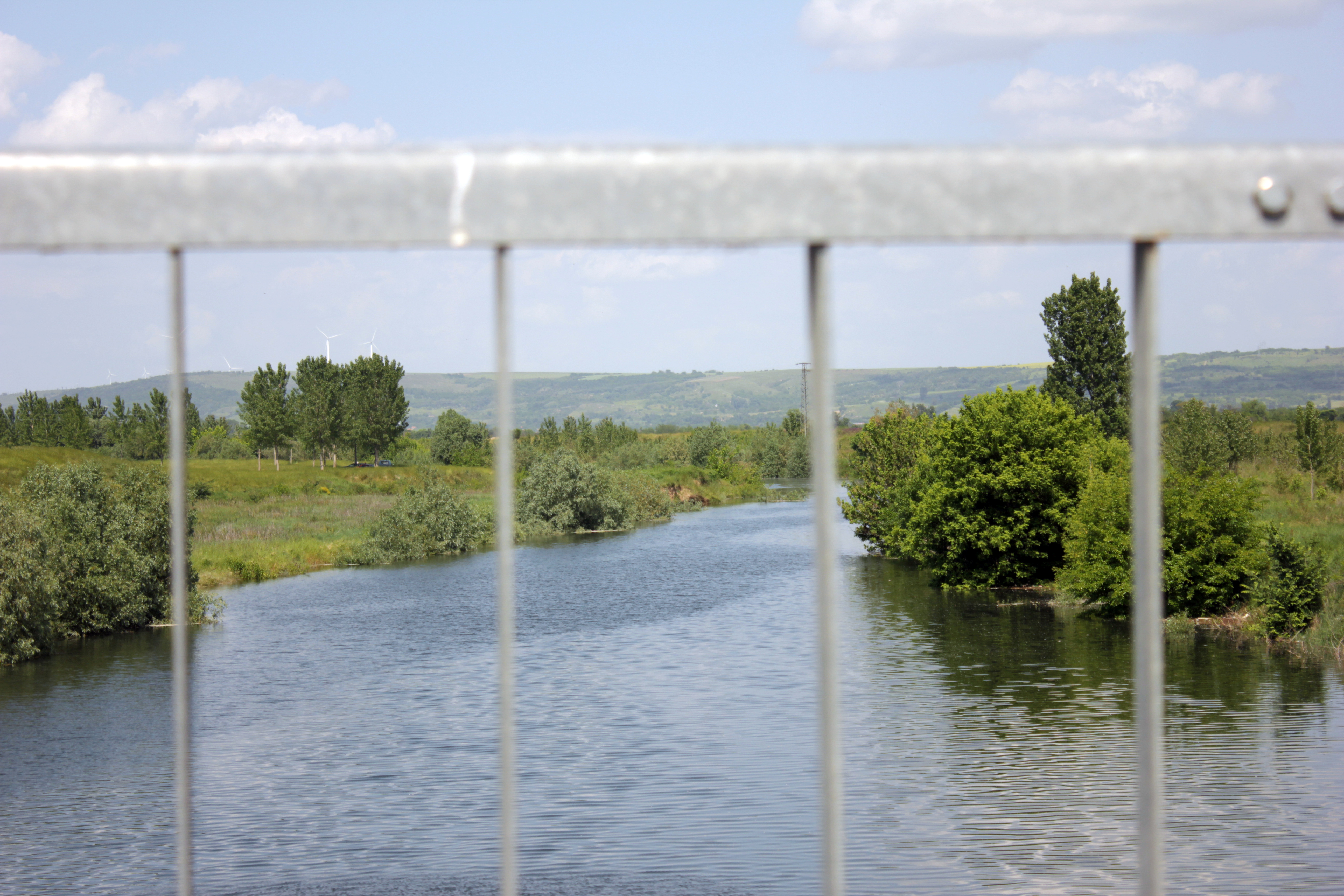
Le Vit à Goulyantsi.

D'une longueur de 188,5 km, il coule au nord du pays en prenant sa source dans le massif du Grand Balkan.
Il passe à proximité de Pleven et se jette dans le Danube en amont de Somovit.

### Bassin versant

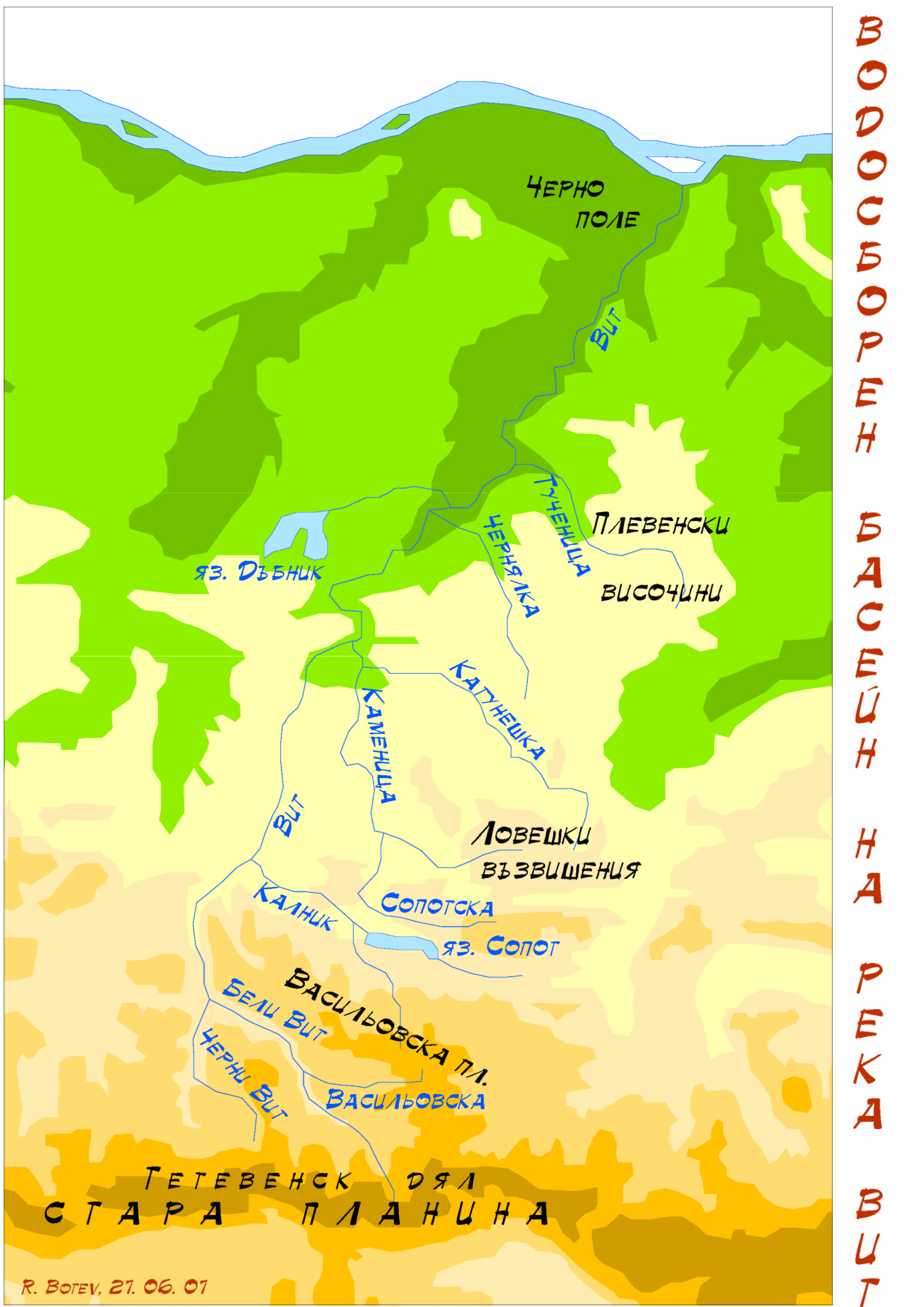
bassin et affluents du Vit

Son bassin versant est de 3 225 km2.

## Hydrologie
Son module est de 14,3 m3/s

## Étymologie
Le nom du Vit dérive d'un mot thrace désignant l'eau, à travers le latin Utus. Le nom de l’Utus est attesté chez Pline l'Ancien.